# Matsushima (Miyagi)
Matsushima (japanisch 松島町, -machi, dt. „Kieferninseln“) ist eine kleine Stadt in der japanischen Präfektur Miyagi.

## Sehenswürdigkeiten
- Zuigan-ji (瑞巌寺), der im Jahre 828 gegründete und 1610 wieder errichtete Tempel, der zur Rinzai-Richtung des Zen gehört, zählt zu den bekanntesten in Tōhoku.
- Godaidō (五大堂), eine buddhistische Gebetshalle, den „Fünf erleuchteten Königen“ (五大明王, Godai myōō) gewidmet, liegt auf einer Insel, die direkt vom Ufer über eine Brücke erreicht werden kann.
- Der Ort liegt direkt an der Matsushima-Bucht, der Hauptattraktion der Präfektur. Es handelt sich dabei um eine Bucht mit rund 260 kiefernbedeckten Inseln, 22 km nordöstlich von Sendai. Neben Amanohashidate und Miyajima ist Matsushima eine der drei schönsten Landschaften Japans, was seine Strände und die nahegelegenen historischen Stätten zu entsprechenden Hochburgen des Tourismus gemacht hat. – Aufgrund ihrer besonderen Schönheit hat die Bucht von Matsushima auch Eingang gefunden in die klassische japanische Literatur: der Dichter Matsuo Bashō widmet der Bucht von Matsushima in seinem Reisetagebuch Oku no Hosomichi ein eigenes Kapitel. Der Ort wirbt mit dem Bashō zugeschriebenen Haiku „Matsushima ya / aa Matsushima ya / Matsushima ya“.

## Tōhoku-Erdbeben
Am 11. März 2011 wurde die Stadt von dem Tōhoku-Erdbeben und dem darauf folgenden Tsunami getroffen. Die Höhe des Tsunamis blieb in Matsushima jedoch im Gegensatz zu vielen anderen Küstenorten der Tōhoku-Region unter der Deichhöhe.
Laut Schadensbericht der Brand- und Katastrophenschutzbehörde verloren in Matsushima 7 Menschen durch die Katastrophe ihr Leben. 221 Wohngebäude wurden völlig und 1.785 teilweise zerstört.

## Bilder

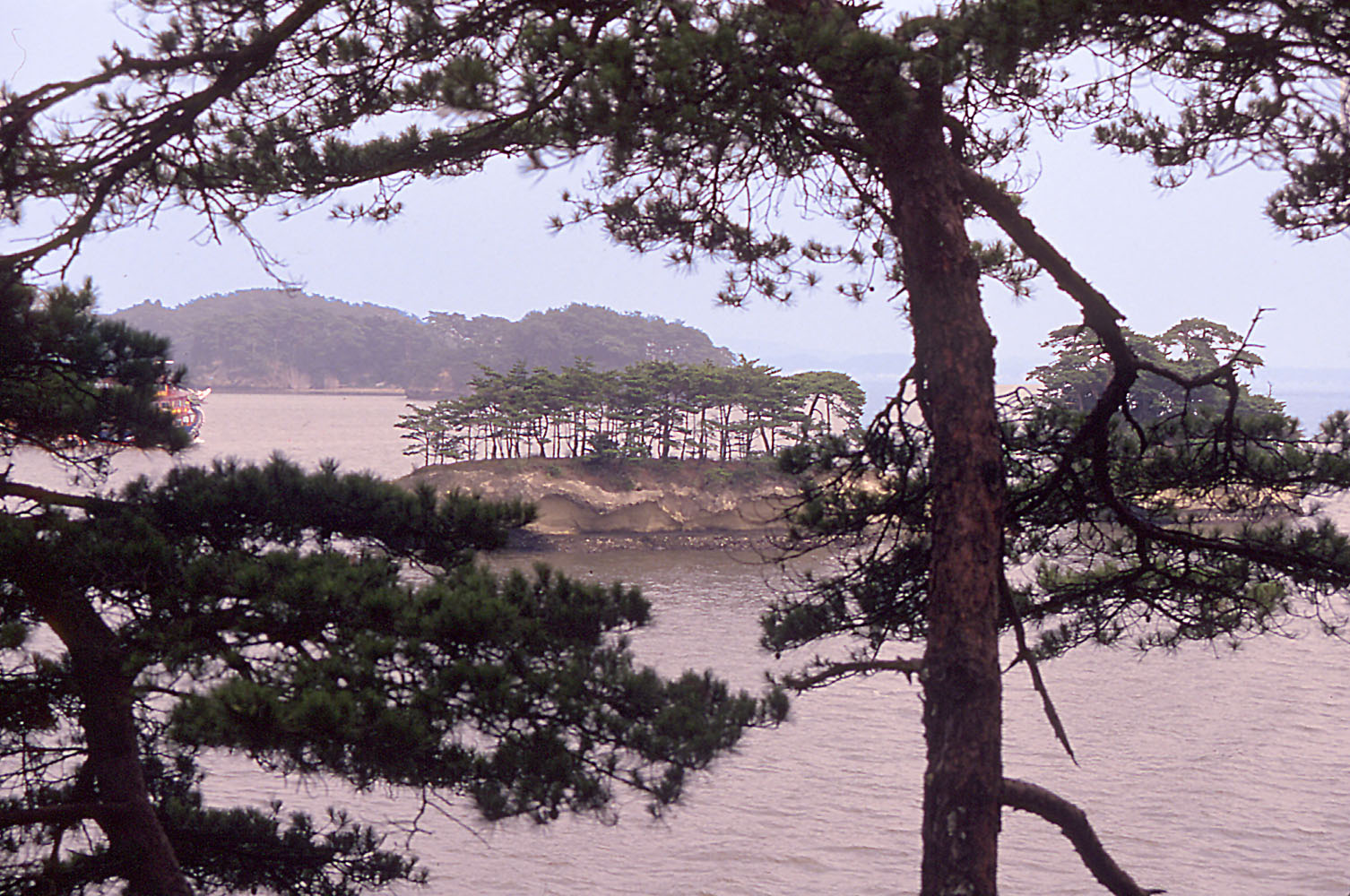
Bucht von Matsushima
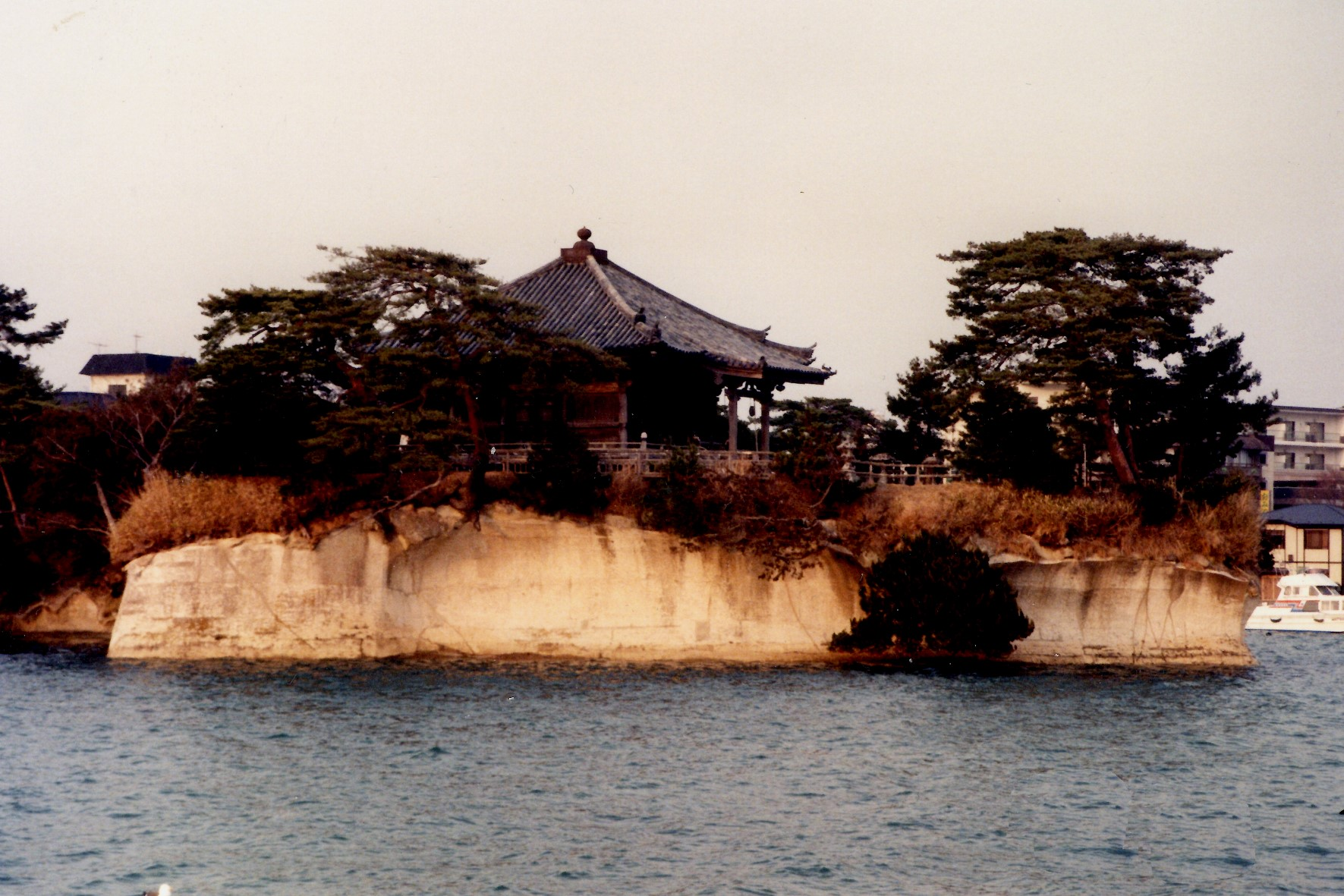
Godaidō
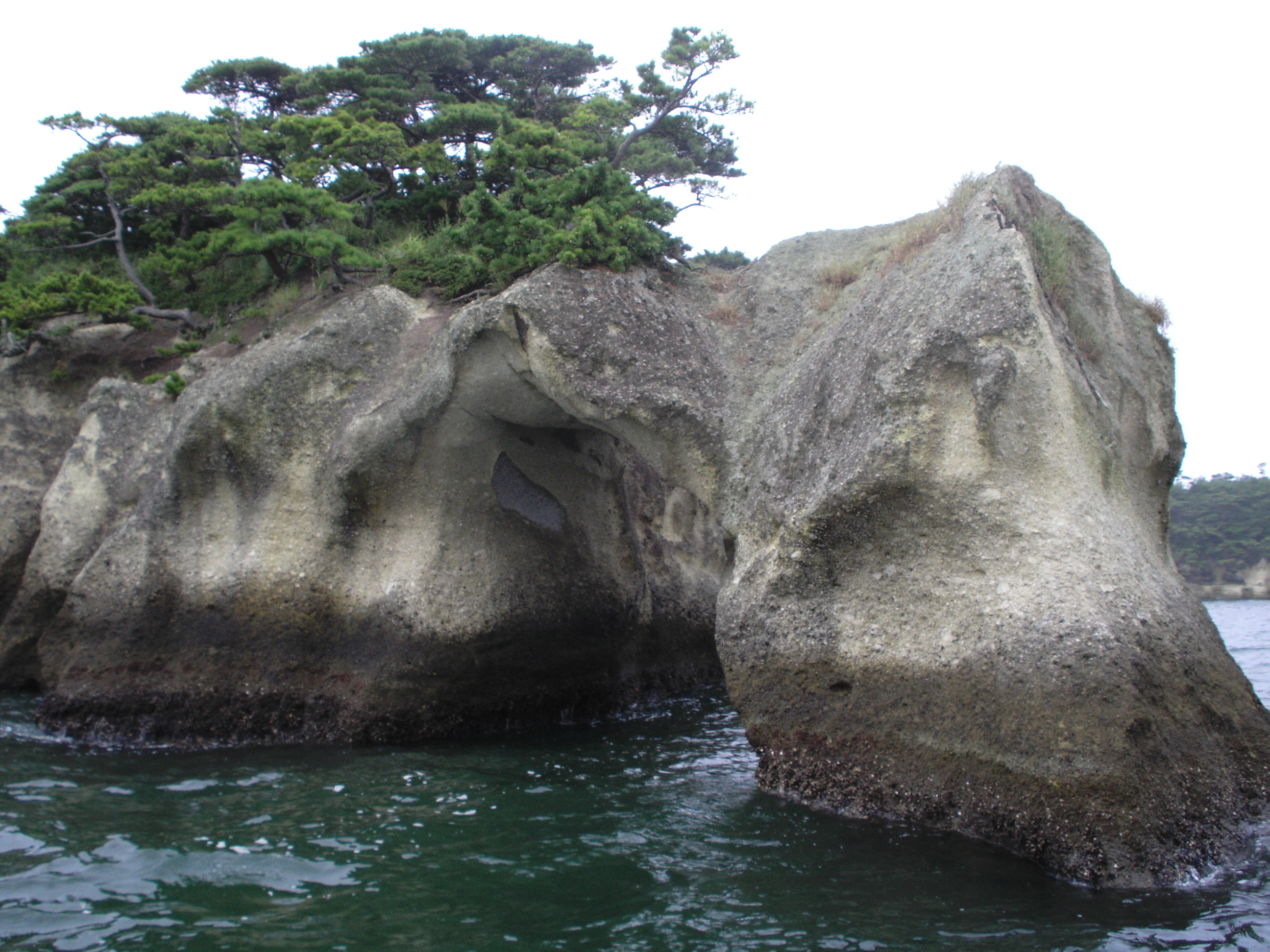
Chōmei-ana in Komone-jima (stürzte durch das Tōhoku-Erdbeben 2011 zusammen)

## Verkehr
- Straße:
  - Sanriku-Autobahn nach Sendai oder Miyako
  - Nationalstraße 45 nach Sendai oder Aomori
  - Nationalstraße 346 nach Sendai oder Kesennuma
- Zug:
  - JR Tōhoku-Hauptlinie von Matsushima, Atago oder Shinainuma nach Ueno oder Morioka
  - JR Senseki-Linie von Matsushima-Kaigan, Takagimachi, Teataru oder Rikuzen-Tomiyama nach Sendai oder Ishinomaki

Südlich der Stadt liegt der Flughafen Matsushima.

## Angrenzende Städte und Gemeinden
- Higashi-Matsushima
- Ōsaki
- Rifu
- Misato
- Ōsato

## Weiteres
Marion Poschmann bezieht sich in ihrem Roman Die Kieferninseln auf die Inseln in der Bucht von Matsushima. Die Stadt selbst ist letzter Schauplatz des Textes.

## Weblinks

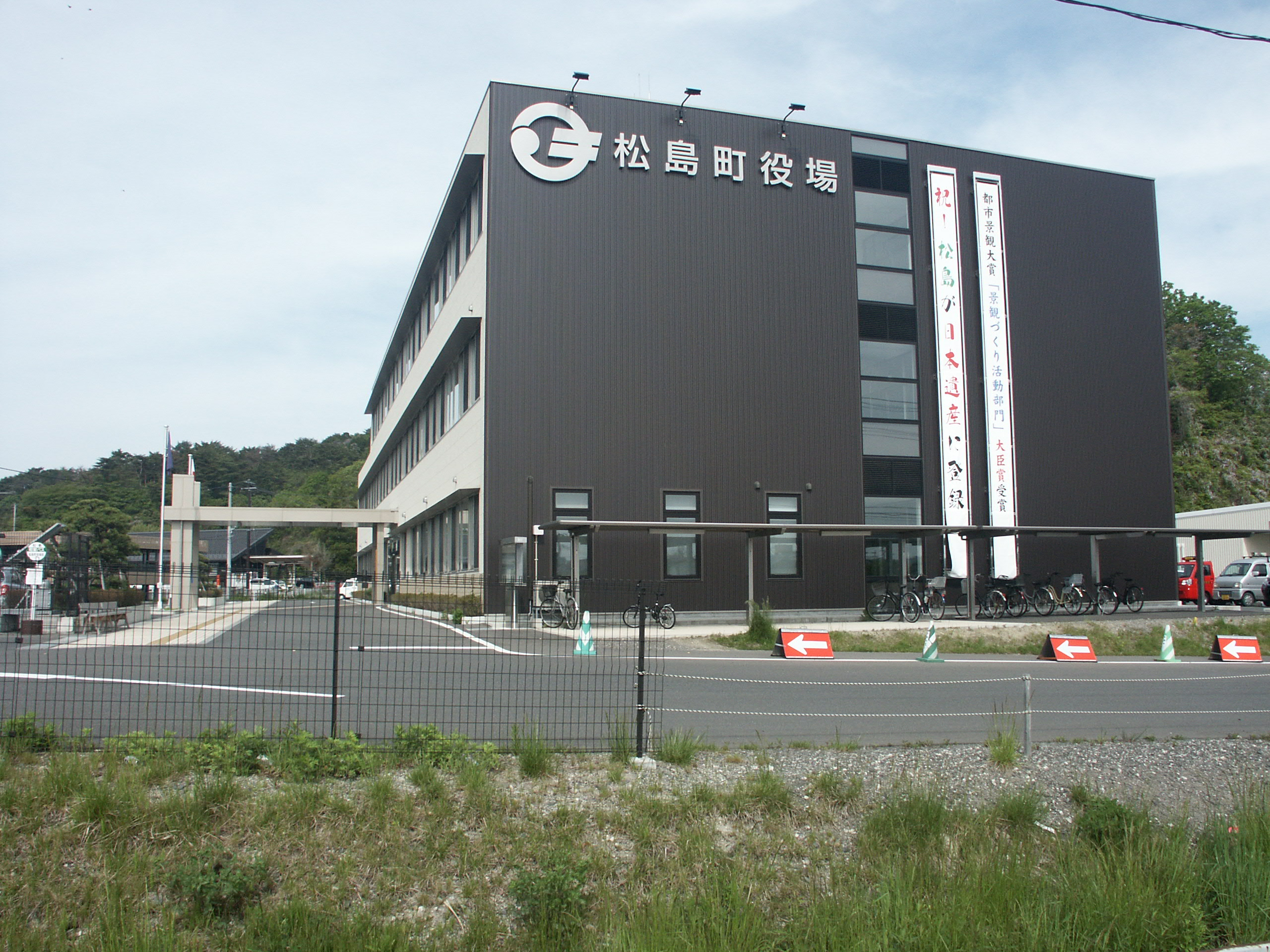
Rathaus der Präfektur Miyagi Matsushima